# (11003) Andronov
(11003) Andronov (1979 TT2) – planetoida z pasa głównego asteroid okrążająca Słońce w ciągu 4,13 lat w średniej odległości 2,57 j.a. Odkryta 14 października 1979 roku.